# ATC kód N03
ATC kód N03 Antiepileptika je hlavní terapeutická skupina anatomické skupiny N. Nervová soustava.

## N03A Antiepileptika

### N03AA Barbituráty a deriváty
N03AA01 Methylfenobarbital
N03AA02 Fenobarbital
N03AA03 Primidon
N03AA04 Barbexaklon
N03AA30 Metharbital

### N03AB Hydantoináty
N03AB01 Ethotoin
N03AB02 Fenytoin
N03AB03 Amino(difenylhydantoin)valerová kyselina
N03AB04 Mefenytoin
N03AB05 Fosfenytoin
N03AB52 Fenytoin, kombinace
N03AB54 Mefenytoin, kombinace

### N03AC Oxazolidinové deriváty
N03AC01 Paramethadion
N03AC02 Trimethadion
N03AC03 Ethadion

### N03AD Sukcinimidy
N03AD01 Ethosuximid
N03AD02 Fensuximid
N03AD03 Mesuximid
N03AD51 Ethosuximid, kombinace

### N03AE Benzodiazepinové deriváty
N03AE01 Klonazepam

### N03AF Deriváty karboxamidu
N03AF01 Karbamazepin
N03AF02 Oxkarbazepin
N03AF03 Rufinamid
N03AF04 Eslikarbazepin

### N03AG Deriváty mastných kyselin
N03AG01 Kyselina valproová
N03AG02 Amid kyseliny valproové
N03AG03 Kyselina gama-aminomáselná
N03AG04 Vigabatrin
N03AG05 Progabid
N03AG06 Tiagabin

### N03AX Jiná antiepileptika
N03AX03 Sultiam
N03AX07 Fenacemid
N03AX09 Lamotrigin
N03AX10 Felbamát
N03AX11 Topiramát
N03AX12 Gabapentin
N03AX13 Feneturid
N03AX14 Levetiracetam
N03AX15 Zonisamid
N03AX16 Pregabalin
N03AX17 Stiripentol
N03AX18 Lakosamid
N03AX19 Karisbamat
N03AX21 Retigabin
N03AX22 Perampanel
N03AX23 Brivaracetam
N03AX24 Kannabidiol
N03AX30 Beklamid

## Poznámka
- Registrované léčivé přípravky na území České republiky.
- Informační zdroj: Státní ústav pro kontrolu léčiv, Všeobecná zdravotní pojišťovna.